# Lycka till
Lycka till! är en svensk TV-serie i fyra delar från 1980, skriven av Peter Schildt och Leif Nilsson och regisserad av Peter Schildt. I huvudrollerna ses Benny Haag, Camilla Malmqvist och Matz Hasselbom. Musiken är skriven av Anders Melander.

## Handling
Jan, Eva och "Kilen" har olika bakgrund. Man får följa deras utveckling där de hanterar sin livssituation på olika sätt. Handlingen kretsar kring ungdomarna och deras familjer, vilka flätas in i varandra.

## Rollista
- Jan Bodmark - Benny Haag
- Eva Björklind - Camilla Malmqvist
- Kjell 'Kilen' Virtanen - Matz Hasselbom
- Ann-Sofi Bodmark (Jans mamma) - Margareta Olsson
- Börje Bodmark (Jans pappa) - Sten Elfström
- Anna Bodmark (Jans syster) - Jenny Eriksson
- Lill Björklind (Evas mamma) - Marianne Hedengrahn
- Magnus Björklind - Niels Dybeck
- Reijo Virtanen - Nils Brandt
- Torsten - Lars T. Johansson
- Enar Pivå - Lars-Gunnar Aronsson
- Rigmor Olsson - Margreth Weivers
- Nils Nilsson - Henrik Schildt

Dessutom medverkade gästskådespelare, såsom Tamara Rasmussen, Urban Eldh, Åke Lundqvist och Christer Banck.